# Yucatánmuggenvanger
De yucatánmuggenvanger (Polioptila albiventris) is een zangvogel uit de familie Polioptilidae (muggenvangers). De vogel werd in 1885 door George Newbold Lawrence als aparte soort beschreven, maar daarna veelal gezien als ondersoort van de witteugelmuggenvanger (P. albiloris).

## Verspreiding en leefgebied
De soort komt voor in noordelijk Yucatán (zuidoostelijk Mexico).

## Status
De vogel staat (nog) niet als aparte soort op de Rode Lijst van de IUCN.